# Necronomicon
Necronomicon (grekiska: Νεκρονομικόν) är en ockult bok skapad av H. P. Lovecraft. Många andra författare har använt den som element i egna berättelser. Boken beskriver bland annat "de äldres" (The Old Ones) historia och hur de kan åkallas. 
Lovecraft refererade ofta till fiktiva böcker och verk i sina skräckberättelser. Den första tydliga referensen till Necronomicon finns i Lovecrafts novell "Hunden" (1924) men antydan till boken (eller liknande böcker) kan hittas i hans tidigare verk, till exempel "Randolph Carters berättelse" (1920).
Enligt Lovecraft skrevs Necronomicon av araben Abdul Alhazred. Vad som inspirerade till namnet och myten är inte helt klart. Lovecraft själv hävdade att namnet kom till honom i en dröm. Att titeln är grekisk men författaren arabisk var inspirerad av hur den astronomiska boken Almagest av greken Ptolemaios hade blivit känd under sitt arabiska namn. Det är intressant eftersom en av översättarna till Almagest hette Alhazen ben Josef. En möjlig influens skulle också kunna vara den ofullständiga dikten "Astronomicon" från första århundradet av den romerske poeten Marcus Manilius.

## Fiktiv historia
Enligt Lovecrafts A History of The Necronomicon (1927, publ. 1938) hette boken ursprungligen Al Azif när den skrevs av den "galne araben" Abdul Alhazred på 700-talet e.Kr. Alhazred var en lärd man som vänt islam ryggen och istället dyrkade väsen vid namn Yog-Sothoth och Cthulhu.
När boken år 950 översattes till grekiska av vetenskapsmannen Theodorus Philetas i Konstantinopel, fick den titeln Necronomicon. Olaus Wormius (en verklig person som Lovecraft dock placerar i fel århundrade) översatte boken till latin år 1228. Denna version trycktes i två upplagor; en under 1400-talet i Tyskland och en under 1600-talet, troligtvis i Spanien. En svensk översättning sägs också ha gjorts, år 1723 av greven Magnus De la Gardie, vilket redogörs för i dels Sam J Lundwalls antologi "Necronomicon" (1995) och dels Rickard Berghorns och Mattias Fyhrs antologi Necronomicon i Sverige (2002).
Den latinska översättningen blev uppmärksammad och bannlystes 1232 av påven Gregorius IX. Den grekiska versionen trycktes i Italien mellan 1500 och 1550; det sista kända exemplaret sägs ha varit i släkten Pickmans ägo men försvann i så fall med R. U. Pickman. Enligt författaren Frank Belknap Long ägde magikern John Dee ett exemplar som han översatte till engelska, som det endast finns kvar delar av.

## Bluffversioner
Trots att Lovecraft avslöjade att Necronomicon endast var en fiktiv bok tror många att den existerar i verkligheten. Andra författare har till och med uppfunnit stycken från boken för användning i sina litterära verk.
Under 1970-talet publicerades en bok som hävdades vara en översättning av den "verkliga" Necronomicon. Boken skrevs under pseudonymen "Simon" och publicerades av Schlangekraft, och senare av Avon. Simon försökte knyta ihop Lovecrafts fiktiva mytologi med den sumeriska. Författaren har sedermera skrivit ytterligare tre böcker på temat.
En uppenbar bluffversion gavs ut med George Hay som redaktör och där Colin Wilson (författare och forskare i det övernaturliga) skrev introduktionen. Denna hävdades vara översatt med datorhjälp från upptäckta chiffertexter. Versionen stämmer bättre överens med Lovecrafts bok än versionen av "Simon" och använder till och med citat från Lovecrafts berättelser.

## Populärkulturella referenser
Necronomicon Ex Mortis är den bok som förekommer i Evil Dead-filmerna (The Evil Dead, Evil Dead II - Dead by dawn och Army of Darkness). Den är bunden av människohud och skriven i blod. Boken innehåller olika besvärjelser m.m. Boken hette dock i första filmen Naturon Demonto.
Ett exemplar påträffas också i familjen Voorhees hus i Fredagen den 13:e-filmen Jason Goes to Hell: The Final Friday.
Anime-serien "Demonbane" baseras på historier och karaktärer från boken.
2013 satte Unga Dramaten i Stockholm upp en skräckmusikal med namnet Necronomicon som bygger på H.P Lovecrafts verk.
I Anders Fagers tolkning av myten så kom ett exemplar av Necronomicon till Stockholm efter plundringen av Prag. Den hamnade i riksbibliotekarien Johann Freinsheims förvar i Gröna gången på Stockholms slott. Den lästes av både Drottning Kristina och Freinsheims biträde Ingemar Fredman. Exemplaret förstördes under tidigt sjuttonhundratal av Urban Hjärne.

## Utgivna böcker med titel Necronomicon
- Al Azif: The Necronomicon av L. Sprague de Camp (1973, ISBN 1-58715-043-3)
- Necromonicon av "Simon" (1980,  ISBN 0-380-75192-5)
- H. R. Giger's Necronomicon av H. R. Giger (1977, ISBN 978-3855910199)
- Necronomicon II av H. R. Giger
- The Necronomicon av George Hay (1993, ISBN  1-871438-16-0)
- Necronomicon: The Wanderings Of Alhazred av Donald Tyson (2004, ISBN  0-7387-0627-2)